# Protaetia cuprina
Protaetia cuprina är en skalbaggsart som beskrevs av Victor Ivanovitsch Motschulsky 1849. Protaetia cuprina ingår i släktet Protaetia och familjen Cetoniidae. Inga underarter finns listade i Catalogue of Life.